# Jean-Jacques Challet-Venel

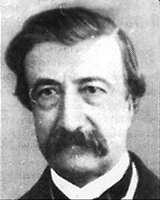
Jean-Jacques Challet-Venel

Jean-Jacques Challet-Venel (ur. 11 maja 1811, zm. 6 sierpnia 1893) – szwajcarski polityk, członek Rady Związkowej od 12 lipca 1864 do 7 grudnia 1872. Kierował następującymi departamentami:
- Departament Finansów (1864–1867, 1869)
- Departament Poczt (1868, 1870–1872)[1]

Był członkiem Radykalno-Demokratycznej Partii Szwajcarii.